# Confresa
Confresa este un oraș în Mato Grosso (MT), Brazilia.